# 威迪奧彭群島
威迪奧彭群島（英語：Wideopen Islands），是南極洲的群島，處於博雷爾角以北13公里，屬於茹安維爾群島的一部分，由英國研究隊測量，現時由南極條約體系管理。